# Toulon
Toulon là tỉnh lỵ của tỉnh Var, thuộc vùng hành chính Provence-Alpes-Côte d'Azur của nước Pháp, có dân số là 168.639 người (thời điểm 1999).
Sách của Phạm Phú Thứ khi ông đi sứ sang Âu Châu vào thế kỷ 19 thì phiên âm xã này là Thu Long.
Đây là một thành phố ở miền Nam nước Pháp và một hải cảng quân sự lớn trên bờ biển Địa Trung Hải, với một căn cứ hải quân lớn của Pháp. Nằm ở vùng Provence-Alpes-Côte-d'Azur, Toulon là thủ phủ của tỉnh Var.
Xã Toulon có dân số 165.514 người (2009), làm cho nó là thành đông dân thứ mười lăm ở Pháp. Đây là trung tâm của một khu vực đô thị có 559.421 người (năm 2008), lớn thứ chín trong France.Toulon là thành phố lớn thứ tư của Pháp trên bờ biển Địa Trung Hải sau Marseille, Nice và Montpellier.
Toulon là một trung tâm quan trọng cho xây dựng hải quân, câu cá, làm rượu, và sản xuất các thiết bị hàng không, vũ khí, bản đồ, giấy, thuốc lá, in ấn, giày dép, và các thiết bị điện tử.
Quân cảng Toulon là trung tâm hải quân lớn trên bờ biển Địa Trung Hải của Pháp, nhà của tàu sân bay của Hải quân Pháp Charles De Gaulle và nhóm chiến đấu của mình. Hạm đội Địa Trung Hải của Pháp có trụ sở tại Toulon.

## Khí hậu
| Dữ liệu khí hậu của Toulon (1981–2010)                   | Dữ liệu khí hậu của Toulon (1981–2010) | Dữ liệu khí hậu của Toulon (1981–2010) | Dữ liệu khí hậu của Toulon (1981–2010) | Dữ liệu khí hậu của Toulon (1981–2010) | Dữ liệu khí hậu của Toulon (1981–2010) | Dữ liệu khí hậu của Toulon (1981–2010) | Dữ liệu khí hậu của Toulon (1981–2010) | Dữ liệu khí hậu của Toulon (1981–2010) | Dữ liệu khí hậu của Toulon (1981–2010) | Dữ liệu khí hậu của Toulon (1981–2010) | Dữ liệu khí hậu của Toulon (1981–2010) | Dữ liệu khí hậu của Toulon (1981–2010) | Dữ liệu khí hậu của Toulon (1981–2010) |
| Tháng                                                    | 1                                      | 2                                      | 3                                      | 4                                      | 5                                      | 6                                      | 7                                      | 8                                      | 9                                      | 10                                     | 11                                     | 12                                     | Năm                                    |
| -------------------------------------------------------- | -------------------------------------- | -------------------------------------- | -------------------------------------- | -------------------------------------- | -------------------------------------- | -------------------------------------- | -------------------------------------- | -------------------------------------- | -------------------------------------- | -------------------------------------- | -------------------------------------- | -------------------------------------- | -------------------------------------- |
| Cao kỉ lục °C (°F)                                       | 23.0 (73.4)                            | 22.5 (72.5)                            | 25.9 (78.6)                            | 28.1 (82.6)                            | 31.6 (88.9)                            | 34.9 (94.8)                            | 40.1 (104.2)                           | 37.0 (98.6)                            | 34.7 (94.5)                            | 29.3 (84.7)                            | 24.2 (75.6)                            | 21.9 (71.4)                            | 40.1 (104.2)                           |
| Trung bình ngày tối đa °C (°F)                           | 12.9 (55.2)                            | 13.5 (56.3)                            | 15.8 (60.4)                            | 18.0 (64.4)                            | 22.0 (71.6)                            | 26.1 (79.0)                            | 29.4 (84.9)                            | 29.3 (84.7)                            | 25.7 (78.3)                            | 21.3 (70.3)                            | 16.5 (61.7)                            | 13.6 (56.5)                            | 20.4 (68.7)                            |
| Trung bình ngày °C (°F)                                  | 9.3 (48.7)                             | 9.5 (49.1)                             | 11.7 (53.1)                            | 13.9 (57.0)                            | 17.7 (63.9)                            | 21.4 (70.5)                            | 24.3 (75.7)                            | 24.3 (75.7)                            | 21.1 (70.0)                            | 17.5 (63.5)                            | 13.0 (55.4)                            | 10.2 (50.4)                            | 16.2 (61.2)                            |
| Tối thiểu trung bình ngày °C (°F)                        | 5.6 (42.1)                             | 5.6 (42.1)                             | 7.5 (45.5)                             | 9.7 (49.5)                             | 13.3 (55.9)                            | 16.6 (61.9)                            | 19.3 (66.7)                            | 19.3 (66.7)                            | 16.5 (61.7)                            | 13.6 (56.5)                            | 9.4 (48.9)                             | 6.8 (44.2)                             | 12.0 (53.6)                            |
| Thấp kỉ lục °C (°F)                                      | −7.2 (19.0)                            | −9 (16)                                | −4.3 (24.3)                            | 1.1 (34.0)                             | 4.6 (40.3)                             | 9.0 (48.2)                             | 10.9 (51.6)                            | 10.8 (51.4)                            | 7.3 (45.1)                             | 3.0 (37.4)                             | −2.0 (28.4)                            | −2.8 (27.0)                            | −9 (16)                                |
| Lượng Giáng thủy trung bình mm (inches)                  | 74.4 (2.93)                            | 47.6 (1.87)                            | 36.3 (1.43)                            | 56.0 (2.20)                            | 35.8 (1.41)                            | 28.6 (1.13)                            | 5.5 (0.22)                             | 21.2 (0.83)                            | 53.4 (2.10)                            | 99.3 (3.91)                            | 71.7 (2.82)                            | 66.9 (2.63)                            | 596.8 (23.50)                          |
| Số ngày giáng thủy trung bình (≥ 1.0 mm)                 | 6.03                                   | 5.04                                   | 4.27                                   | 6.03                                   | 4.37                                   | 2.83                                   | 1.03                                   | 1.83                                   | 4.33                                   | 6.23                                   | 6.90                                   | 6.83                                   | 55.74                                  |
| Số ngày tuyết rơi trung bình                             | 0.6                                    | 0.3                                    | 0.2                                    | 0.0                                    | 0.0                                    | 0.0                                    | 0.0                                    | 0.0                                    | 0.0                                    | 0.0                                    | 0.0                                    | 0.4                                    | 1.5                                    |
| Độ ẩm tương đối trung bình (%)                           | 59                                     | 58                                     | 55                                     | 55                                     | 56                                     | 53                                     | 50                                     | 50                                     | 56                                     | 59                                     | 60                                     | 60                                     | 55.9                                   |
| Số giờ nắng trung bình tháng                             | 155.8                                  | 171.5                                  | 227.8                                  | 244.8                                  | 286.9                                  | 328.6                                  | 367.3                                  | 334.3                                  | 261.2                                  | 191.6                                  | 149.7                                  | 134.6                                  | 2.854,1                                |
| Nguồn 1: Meteo climat                                    |                                        |                                        |                                        |                                        |                                        |                                        |                                        |                                        |                                        |                                        |                                        |                                        |                                        |
| Nguồn 2: Infoclimat.fr (độ ẩm, ngày tuyết rơi 1961–1990) |                                        |                                        |                                        |                                        |                                        |                                        |                                        |                                        |                                        |                                        |                                        |                                        |                                        |

## Các thành phố kết nghĩa
- Herzlia (Israel)
- Kronstadt (Nga)
- La Spezia (Ý)
- Mannheim, (Đức)
- Norfolk (Virginia, Hoa Kỳ)

## Những người con của thành phố
- Hyacinthe Aube, đô đốc và là thống đốc của Martinique
- Gilbert Bécaud, ca sĩ
- Capucine, nữ diễn viên
- Mireille Darc, nữ diễn viên
- Jacques Le Goff, sử gia
- Anne Golon, nhà văn nữ